# Белое безмолвие
«Белое безмолвие» (англ. The White Silence) — рассказ американского писателя Джека Лондона, написанный им в 1899. Впервые был опубликован в 1899 году в «Overland Monthly». Позже Лондон включил рассказ в сборник «Сын Волка».
Название рассказа — выражение, которое Лондон часто использовал при описании северных пейзажей.
Как и во многих других рассказах писателя, действие происходит на Юконе.
Рассказ повествует о хрупких отношениях между человеком и природой.

## Персонажи
- Мэйлмют Кид — охотник; сильный и суровый человек, способный свалить быка одним ударом; не мог бить несчастных собак и по возможности щадил их, что погонщики делают редко.
- Мэйсон — охотник; когда-то был главой методистской общины и преподавал в воскресной школе; первый мужчина, который показал Руфь, что в женщине можно видеть не только животное или вьючную скотину.
- Руфь — индианка, жена Мэйсона; с бедным женским сердцем.

Белое Безмолвие:
У природы много способов убедить человека в его смертности: непрерывное чередование приливов и отливов, ярость бури, ужасы землетрясения, громовые раскаты небесной артиллерии. Но всего сильнее, всего сокрушительнее Белое Безмолвие в его бесстрастности. Ничто не шелохнётся, небо ярко, как отполированная медь, малейший шёпот кажется святотатством, и человек пугается собственного голоса. Единственная частица живого, передвигающаяся по призрачной пустыне мертвого мира, он страшится своей дерзости, остро сознавая, что он всего лишь червь. Сами собой возникают странные мысли, тайна вселенной ищет своего выражения. И на человека находит страх перед смертью, перед богом, перед всем миром, а вместе со страхом — надежда на воскресение и жизнь и тоска по бессмертию — тщетное стремление пленённой материи; вот тогда-то человек остаётся наедине с богом.
Нелегко  оставаться наедине с горестными мыслями среди Белого Безмолвия. Безмолвие мрака милосердно, оно как бы защищает  человека, согревая его неуловимым сочувствием, а прозрачно-чистое и холодное Белое Безмолвие, раскинувшееся под стальным небом, безжалостно.

## Сюжет
Мэйлмют Кид, Мэйсон и его жена Руфь на собачьих упряжках возвращаются домой. Впереди — долгий и тяжёлый путь в двести миль по непроложенному пути, а провианта хватит всего на шесть дней. Для собак, которые стали агрессивны, вовсе ничего нет. Путники понимают всю тяжесть своего положения, они решают меньше питаться, внимательнее смотреть за собаками, которые того и гляди набросятся на них.
Собакам всё тяжелее даётся путь. Мэйсон от отчаяния сильно избивает одну из них. То была трудная, тягостная минута для путников: издыхает собака, ссорятся двое друзей.
Раскаиваясь в своем поступке, но из упрямства не желая сознаться в этом, Мэйсон шёл впереди и не подозревал о надвигающейся опасности. Эта опасность — падающее дерево. Оно сильно искалечило Мэйсона, он не может двигаться.
Утром умирающий приходит в себя, он рассказывает своему другу, что его жена беременна, и просит спасти её. Для этого он уговаривает Кида, чтоб тот его застрелил, Кид отказывается это сделать, он надеется, что друг пойдёт на поправку.
Руфь как послушная жена покоряется последней воле мужа и уезжает.
Прошёл час, два — Мэйсон не умирал. Мэйлмют Кид встал, заставил себя подойти к Мэйсону и огляделся по сторонам. Белое Безмолвие словно издевалось над ним. Его охватил страх. Раздался короткий выстрел. Мэйсон взлетел ввысь, в свою воздушную гробницу, а Мэйлмют Кид, нахлёстывая собак, во весь опор помчался прочь по снежной пустыне.